# 8622 Mayimbialik
8622 Mayimbialik è un asteroide della fascia principale. Scoperto nel 1981, presenta un'orbita caratterizzata da un semiasse maggiore pari a 3,1014285 UA e da un'eccentricità di 0,1750838, inclinata di 3,86898° rispetto all'eclittica.
L'asteroide è dedicato all'attrice Mayim Bialik, uno dei protagonisti della serie televisiva The Big Bang Theory.